# Pierre-Michel Lasogga
Pierre-Michel Lasogga, född 15 december 1991, är en tysk fotbollsspelare (anfallare).

## Klubbkarriär
Lasogga fick sitt genombrott med Hertha Berlin, där han under tre säsonger från september 2010 gjorde 22 mål på 64 matcher i Bundesliga och 2. Bundesliga. Under säsongen 2013/2014 var han utlånad till Hamburg, där han gjorde 13 ligamål på 20 matcher, vilket föranledde klubben att värva honom på ett femårskontrakt sommaren 2014. De nästföljande två säsongerna spelade Lasogga 56 seriematcher och gjorde 12 mål. Under 2016/2017 figurerade han i en backuproll med endast fem starter och femton inhopp under säsongen, med ett ligamål på kontot.
Under säsongen 2017/2018 var Lasogga utlånad till den engelska Championship-klubben Leeds United. Hamburg betalade merparten av spelarens lön på 50 000 pund i veckan under lånet. Han debuterade för Leeds den 9 september 2017 i en 5-0-seger mot Burton Albion, och gjorde två av målen. Lasogga vann utmärkelsen som månadens bäste spelare i Leeds United i september 2017. Sammanlagt gjorde han 10 mål på 31 seriematcher för Leeds och blev därmed lagets näst bäste målskytt efter Kemar Roofe med elva ligamål.
I juni 2019 värvades Lasogga av Al-Arabi. I februari 2021 gick han till ligakonkurrenten Al-Khor.

## Landslagskarriär
Lasogga representerade Tysklands U19-landslag i elva matcher mellan 2011 och 2013. Han blev för första gången uttagen i den tyska a-landslagstruppen till en träningsmatch mot Chile den 5 mars 2014, men gick miste om chansen till sin landslagsdebut på grund av en lårskada.